# Georg Burkhard Lauterbach
Georg Burkhard Lauterbach, auch Georg Burckhard Lauterbach (* 19. Oktober 1683 in Lüneburg; † 26. August 1751 in Wolfenbüttel) war ein deutscher Bibliothekar. Er war von 1717 bis 1751 Mitarbeiter an der Herzog August Bibliothek in Wolfenbüttel.

## Leben
Georg Burkhard Lauterbach wurde 1683 in Lüneburg als Sohn des Rektors des Lüneburger Johanneums, Mag. Christoph Henr. Lauterbach († 1696), geboren. Er studierte in Halle Theologie und anschließend Rechtswissenschaft. Lauterbach ging 1710 nach Braunschweig, wo er als Hofmeister bzw. Sekretär bei dem Grafen von der Schulenburg tätig war. Ab 1712 war er Aktuar im Amt Schöningen und ab August 1716 von Saldernscher Justitiar in Plattenburg.
Im Jahr 1717, nach anderen Angaben 1719, ging er zunächst als Registrator an die Herzog August Bibliothek in Wolfenbüttel, deren Erster Sekretär er von 1727 bis 1751 war. Während seiner langen Dienstjahre erwarb sich Lauterbach große Verdienste um die herzogliche Bibliothek. Er führte den von Gottfried Wilhelm Leibniz angelegten alphabetischen Katalog durch Eintragung von Neuerwerbungen und durch die Einführung von Realrubriken weiter. Er stellte das erste alphabetische Verzeichnis der Weißenburger und Gudeschen sowie Extravagantes-Handschriften zusammen. Lauterbach kümmerte sich um den Kauf neuer Bücher, er foliierte Handschriften und Drucke und erstellte für Sammelbände die häufig noch erhaltenen Überschriften und Inhaltsangaben. Von einer Vielzahl gelehrter Benutzer der Bibliothek wurde er hochgeschätzt, wovon seine umfangreiche Korrespondenz zeugt. Lauterbach publizierte 1737 eine unter Pseudonym erschienene Ordensgeschichte. Ungedruckt blieben ein Katalog der balneologischen Literatur, ein Verzeichnis berühmter Personen aus den Büchern der Bibliothek und eine Sammlung genealogischer Notizen.
Lauterbach starb im August 1751 im Alter von 67 Jahren in Wolfenbüttel.

## Schriften (Auswahl)
- Gregorius Rivius Puritanus (Pseudonym): Monastica historia occidentis scabra et salebrosa floribus constrata..., Leipzig 1737. (Digitalisat)